# Henry Prunières
Henry Prunières, pseudonimo di Henry Auguste Prunières (Parigi, 24 maggio 1886 – Nanterre, 11 aprile 1942), è stato un musicologo francese.

## Biografia
Prunières si distinse come diffusore dell'arte contemporanea internazionale di numerose discipline: musica, danza, pittura, ecc. I suoi lavori lo hanno collocato in una posizione importante nei circoli artistici occidentali, soprattutto musicali, tra le due guerre.
Il suo percorso di studi incluse gli studi al Conservatoire national supérieur de musique et de danse de Paris (violoncello, armonia, composizione) poi all'École pratique des hautes études oltre che alle lezioni di Romain Rolland sulla storia della musica alla Sorbona. I due uomini, uniti dall'amore per la musica e dalla necessità di costruire una musicologia più rigorosa e meglio legata al suo ambiente (artistico, politico, economico), iniziarono un'amicizia che si concluse solo con la morte di Henry Prunières.
Nel novembre 1908 sposò Camille Vast (1889-1983) dalla quale ebbe sei figli.
Effettuò numerose ricerche in Italia in biblioteche, conservatori, archivi vari, per poter scrivere le sue tesi universitarie.
Henry Prunières aveva una salute cagionevole a causa di malattie cardiache, difatti fu congedato all'inizio della prima guerra mondiale, durante la quale comunque riuscì ad effettuare una Missione economica francese a Roma.
Nel 1927 fece muovere i primi passi alla Società Internazionale di Musicologia.
Vittima di una prima emorragia cerebrale nel 1938 che lo lasciò paralizzato al fianco sinistro, poi un'altra nel 1939 che gli impedì definitivamente di riprendere le sue attività, morì l'11 aprile 1942 a causa di un terzo ictus.
Editore scientifico della prima edizione monumentale delle opere di Jean-Baptiste Lully, nel 1919 fondò La Revue musicale, con i seguenti obiettivi:
- presentare agli amanti della musica la musica contemporanea, e non più solo la musica dei secoli passati;
- non riservare la musica a pochi privilegiati, ma distribuirla ampiamente a tutta la popolazione;
- promuovere la musica contemporanea di tutti i paesi, e non più solo la musica di un paese: dopo la prima guerra mondiale (1914-1918), i francesi si rifiutarono di ascoltare opere di compositori tedeschi, ecc. ;
- la musica contemporanea è inseparabile dall'arte contemporanea nel suo insieme: pittura, incisione, scultura, ma anche letteratura. È tutta l'arte contemporanea che va divulgata;
- il sostegno all'arte contemporanea non esclude una migliore conoscenza dell'arte dei secoli passati, che deve essere studiata in modo più scientifico.

## Opere

### La Revue musicale
- Revue et gazette musicale de Paris (1827-1880);
- Le Ménestrel (1833-1940);
- La France musicale (1837-1870);
- L'Année musicale (1888-1894 e 1911-1913).

### Pubblicazioni musicali
- Lecerf de la Vieville et l'esthétique musicale classique au XVII siècle, SIM, 15/06/1908;
- La Jeunesse de Lully (1632-1662) (in collaborazione con Lionel de La Laurencie), SIM, marzo 1909;
- Lully, coll. Les maîtres de la musique, ed. Laurens, 1910;
- Recherches sur les années de jeunesse de J. B. Lully, 1910;
- Une représentation à Paris du Xerse de Cavalli, Le Monde musical, 15/06/1911;
- Jean de Cambefort, L'année musicale, 1912 (ed. Alcan);
- La musique de la chambre et de l'écurie sous le règne de François 1º, L'Année musicale
- Notes sur les origines de l'Opéra français (International Musik Gesellschaft, dodicesimo anno;
- La musique instrumentale dans les Ballets de Cour, Le Monde musical;
- Le Ballet de Cour en France avant Benserade et Lully, ed. Laurens, 1914;
- À propos de Psyché, Le Monde Musical, 15/05/1914;
- La vie scandaleuse de J. B. Lully, Mercure de France, 1/04/1916;
- Les petits violons de Lully, Echos Musical, 30/4/1920;
- Notes sur une partition faussement attribuée à Cavalli L'Eritrea, 1686, Revista Musicale Italiana 1920;
- Stendhal et Rossini, Revue critique des idées et des livres, 15/07/1920;
- Bénigne de Bacilly, Revue de Musicologie, 11/1923;
- Claudio Monteverdi coll. Les maîtres de la musique, ed. Librairie Félix Alcan, 1924;
- La vie et l'œuvre de Claudio Monteverdi, illustr. de Maxime Dethomas, ed. Les éditions musicales de la Librairie de France, 1926;
- Cavalli et l'Opéra vénitien au XVII siècle, coll. Maîtres de la musique ancienne et moderne, ed. Rieder, 1931;
- Mélange de musicologie : Les musiciens du Cardinal Antonio Barberini (un omaggio per M. de la Laurencie), Sté Française de Musicologie, 1933;
- Nouvelle histoire de la musique (2 volumes 1934 e 1936, incompiuto), introduction di Romain Rolland. Éd Rieder;
- La cantate italienne à voix seule au XVII siécle (Encyclopédie Lavignac);
- Notice bibliographique sur les Cantates de Luigi Rossi au Conservatoire de Naples;
- Le théâtre de Cour de Drottningholm en Suède;
- La vogue de l'opéra en France au XVII siécle;